# Varennes Military Cemetery
Le Varennes Military Cemetery  est un cimetière militaire de la Première Guerre mondiale, situé sur le territoire de la commune de Varennes-en-Croix, dans le département de la Somme, au nord-est d'Amiens.

## Localisation
Ce cimetière, situé au nord-oust du village, Route de Léalvillers, non loin du cimetière communal.

## Histoire

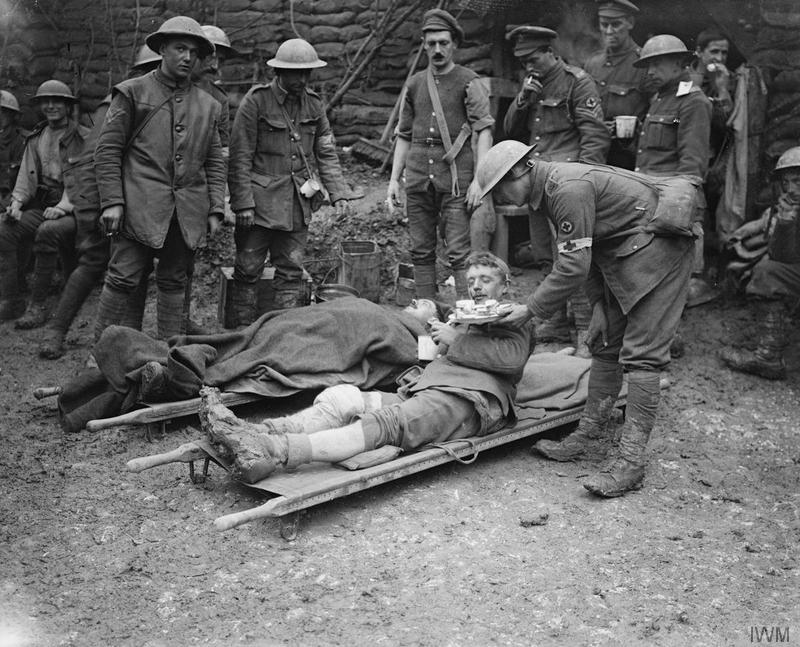
Soldats britanniques blessés lors la Bataille de la Somme en 1916 et qui ont peut-être été évacués à Varennes.

Situé à quelques kilomètres de la ligne de front, c'est dans ce secteur  qu'ont été implantés des hôpitaux de campagne pour soigner les blessés évacués de la zone de combats lors de la Bataille de la Somme.

Le cimetière a été commencé en septembre 1916 pour inhumer les soldats décédés des suites de leurs blessures.

Il fut abandonné en novembre et le resta jusqu'à ce que les Allemands lancent leur Offensive du Printemps dans le secteur en avril 1918 date à laquelle de nouvelles inhumations eurent lieu
.

Ce vaste cimetière comporte 1220 sépultures, principalement de soldats britanniques (1192). Comme les soldats arrivaient blessés avec leur plaque d'identification, contrairement aux cimetières de la ligne de front, ici un seul n'est pas identifié.

## Caractéristiques
Ce vaste cimetière a un plan quasi carré de 55 m de côté .

Il est clos par une haie d'arbustes sur trois côtés.

Ce cimetière a été conçu par Sir Reginald Blomfield.

## Sépultures

### Sépultures
| Pays             | Sépultures |
| ---------------- | ---------- |
| Royaume-Uni      | 1 192      |
| Australie        | 2          |
| Canada           | 5          |
| Nouvelle-Zélande | 16         |
| Afrique du Sud   | 4          |
| Allemagne        | 1          |
| Total            | 1 220      |

## Galerie

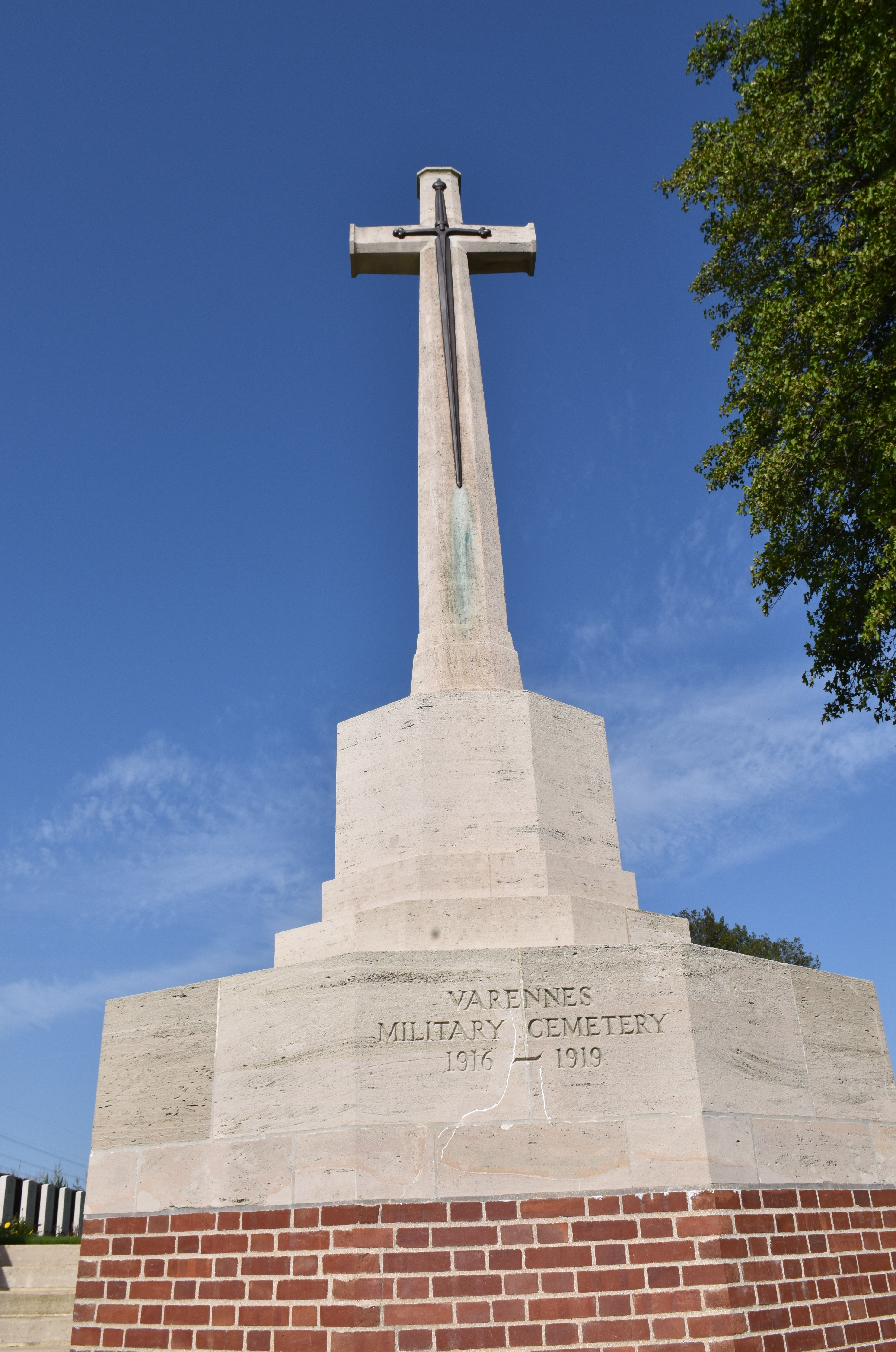
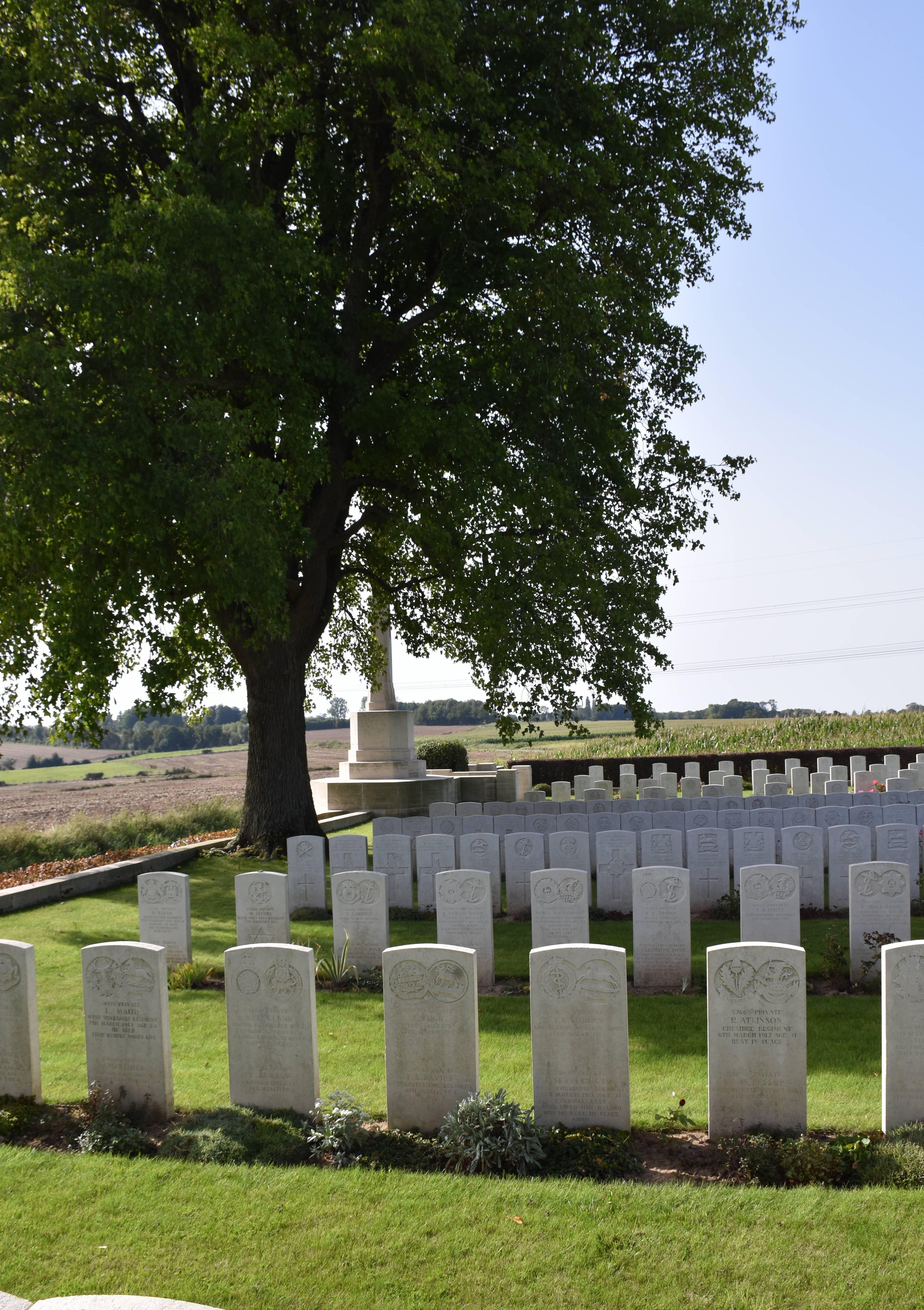
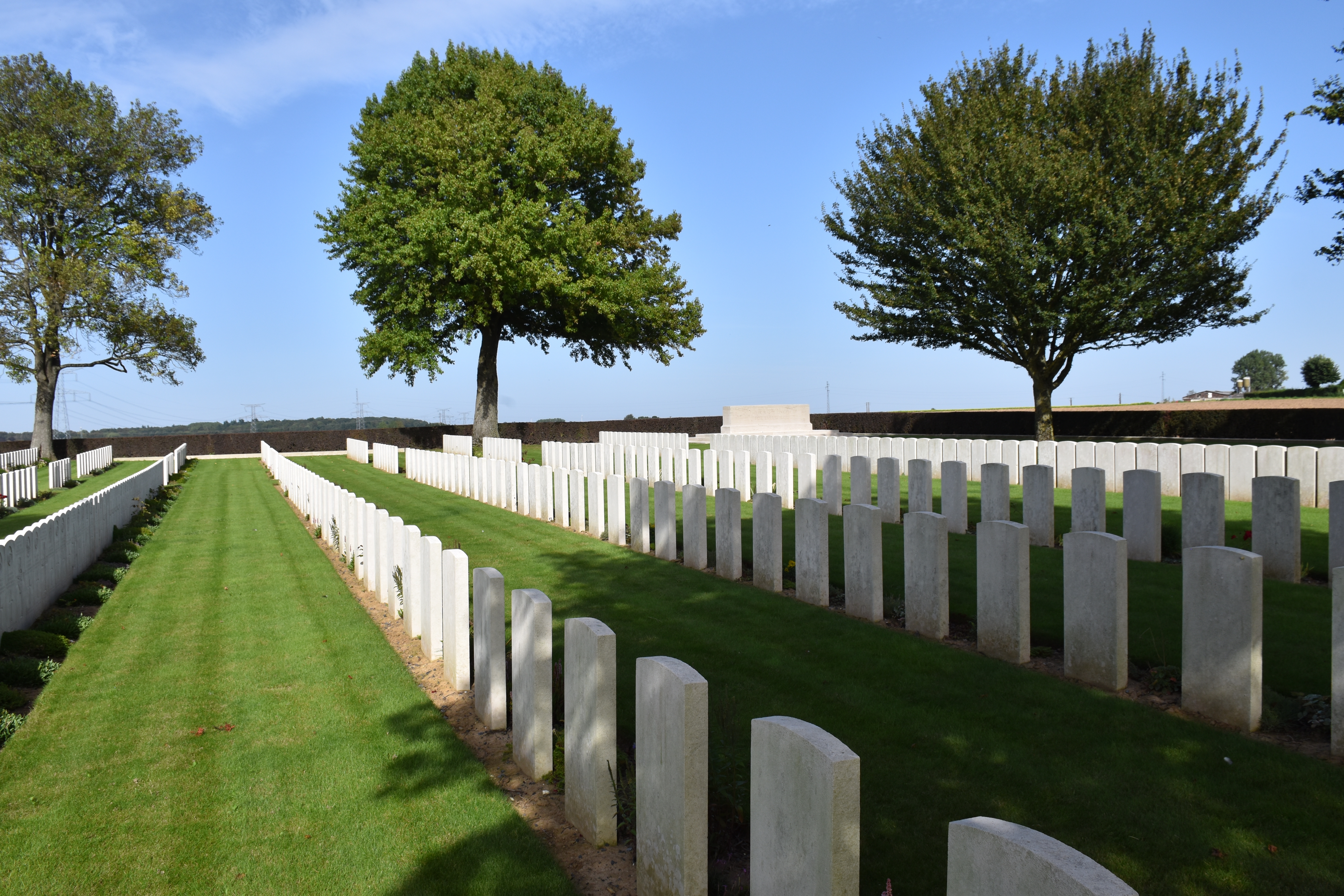
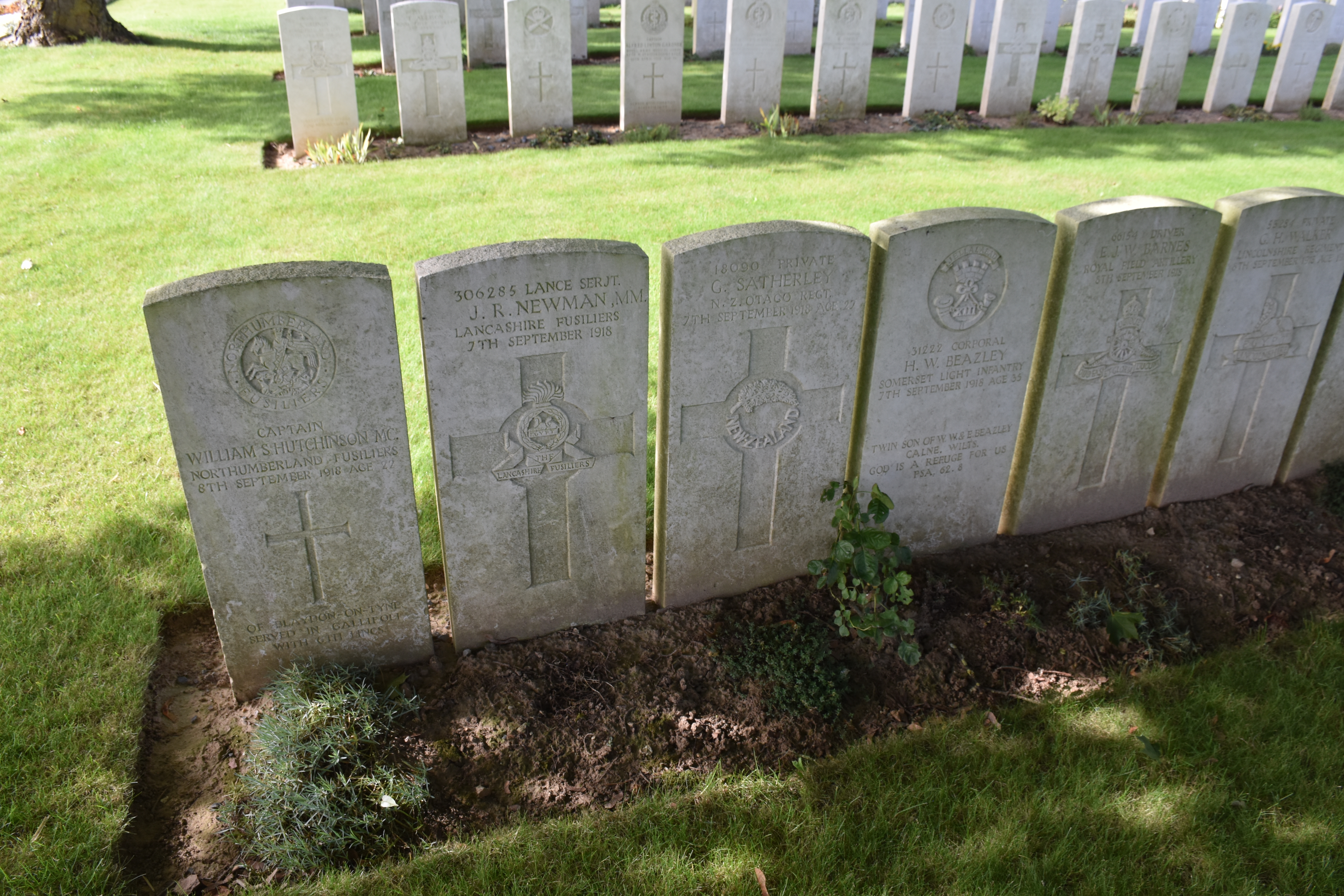
Soldats tombés lors de l'Offensive du Printemps allemande en septembre 1918.
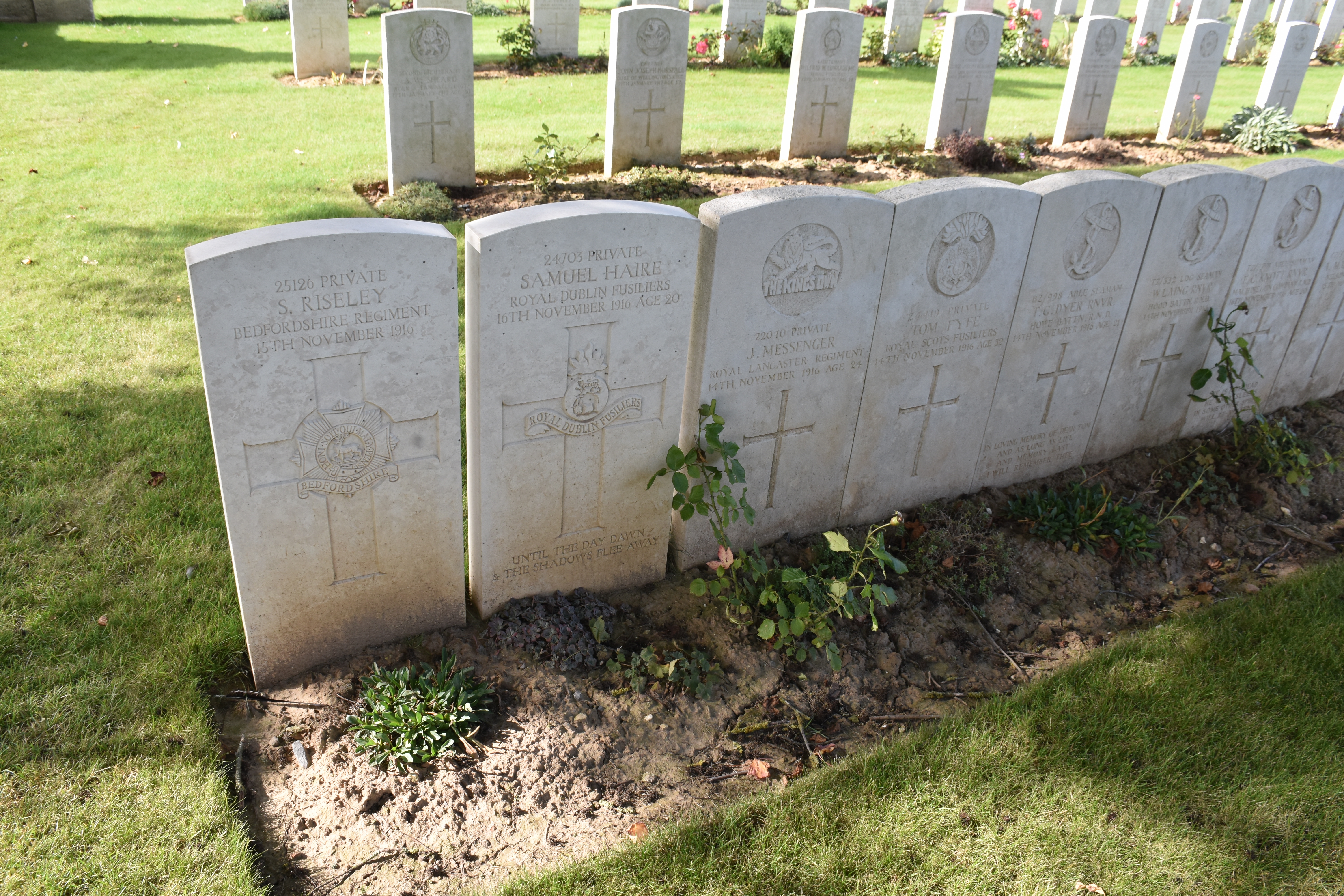
Soldats blessés lors de la Bataille de la Somme et décédés en ce lieu en novembre 1916.
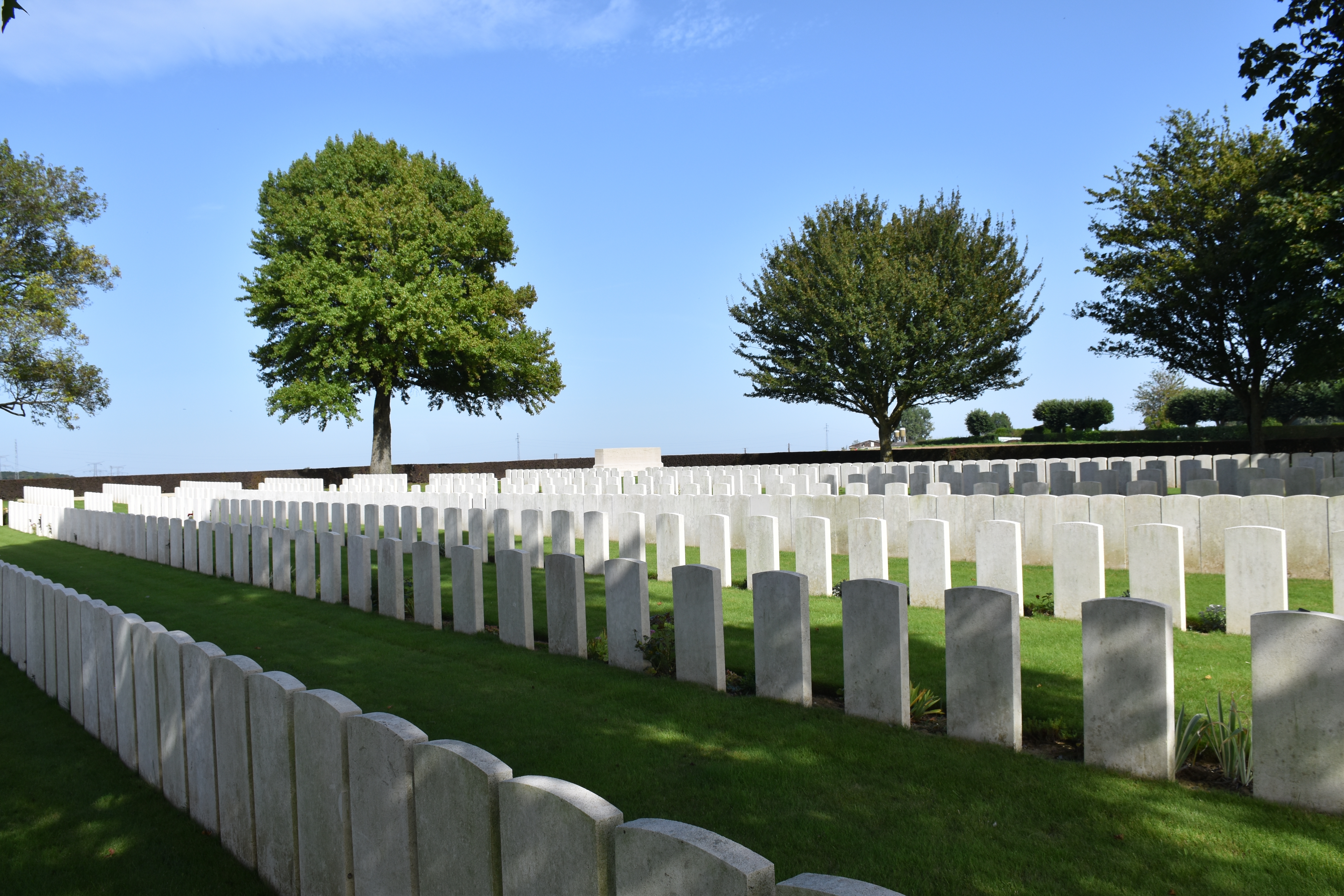